# Pankratz
Pankratz è stato un costruttore statunitense  di auto da corsa presente nelle gare statunitensi negli anni 1950.
Tra il 1950 e il 1960 la 500 Miglia di Indianapolis faceva parte del Campionato mondiale di Formula 1, per questo motivo la Pankratz ha all'attivo anche due Gran Premi in F1.